# Sovjak
Sovjak es una localidad de Croacia en el municipio de Suhopolje, condado de Virovitica-Podravina.

## Geografía
Se encuentra a una altitud de 143 m s. n. m. a 165 km de la capital nacional, Zagreb.

## Demografía
En el censo 2011 el total de población de la localidad fue de 13 habitantes.
| Gráfica de población de Sovjak 1857-2011                            |
|                                                                     |
| Según los censos de población de la oficina estadística de Croacia. |